# Canama
Genre
Canama est un genre d'araignées aranéomorphes de la famille des Salticidae.

## Distribution
Les espèces de ce genre se rencontrent en Océanie et en Asie du Sud-Est.

## Liste des espèces
Selon World Spider Catalog (version 18.0, 16/03/2017) :
- Canama dorcas (Thorell, 1881)
- Canama extranea Zhang & Maddison, 2012
- Canama fimoi Zhang & Maddison, 2012
- Canama forceps (Doleschall, 1859)
- Canama hinnulea (Thorell, 1881)
- Canama inquirenda Strand, 1911
- Canama lacerans (Thorell, 1881)
- Canama rutila Peckham & Peckham, 1907
- Canama triramosa Zhang & Maddison, 2012

## Publication originale
- Simon, 1903 : Histoire naturelle des araignées. Paris, vol. 2, p. 669-1080 (texte intégral).